# Post-Intensive-Care-Syndrom
Als Post-Intensive-Care-Syndrom (PICS) werden die möglichen Langzeitfolgen einer Behandlung auf der Intensivstation bezeichnet. Es umfasst körperliche, kognitive und psychische Symptome, insbesondere verminderte Belastbarkeit, Muskelschwäche, Konzentrations- und Gedächtnisstörungen. Bis zu 80 % der ehemaligen Intensivstationspatienten entwickeln ein PICS und häufig halten die Symptome mehrere Jahre an, wodurch die Lebensqualität eingeschränkt ist. Bei den Angehörigen von Intensivpatienten kann das PICS-Familie (PICS-F) auftreten, welches psychische Symptome beinhaltet.
Die medizinischen Fortschritte für kritisch kranke Personen hat sich in den letzten Jahren stark verbessert, weshalb mehr Patienten die Intensivstation überleben. Deshalb haben das PICS und PICS-F stark an Bedeutung zugenommen.

## Symptome

### Kognitive Symptome
Beispiele für die kognitiven Symptome von PICS sind beeinträchtigtes Gedächtnis, Aufmerksamkeitsstörungen und reduzierte mentale Geschwindigkeit.

### Körperliche Symptome
Typische körperliche Symptome von PICS sind Einschränkungen in der Muskelstärke oder Schmerzen.

### Psychische Symptome
Zu den psychischen Symptomen von PICS und PICS-F gehören depressive Symptome, Angstsymptome und Symptome von Posttraumatischer Belastungsstörung (PTBS).
Bei PICS-F und Versterben der Patientin oder des Patienten kann sich auch eine komplizierte Trauer entwickeln, welche auch zu PICS-F zählt.

## Behandlung

### Prävention
Es gibt verschiedene Präventionen gegen PICS. Ein Beispiel ist das ABCDEF Bundle:
A => Assess, Prevent & Manage Pain (Schmerzmanagement)
B => Both Spontaneous awakening trials (SATs) and spontaneous breathing trials (SBTs) – (spontane Aufwach- und Atemversuche)
C => Choice of Sedation and Analgesia (Wahl der Analgesie und Sedierung)
D => Delirium Assessment & Management (Delirmanagement)
E => Early Mobilisation and Exercise (frühzeitige Mobilisation)
F => Family Engagement (Einbeziehung der Familienangehörigen)
Ein weiteres Beispiel für die Prävention von PTBS Symptomen ist das Intensivtagebuch, welches gegen psychische Symptome von PICS helfen kann. So zeigte beispielsweise die Studie von McIlroy et al. (2019) weniger Angst- und Depressionssymptome bei ehemaligen Patienten der Intensivstation und weniger PTSD-, Angst- und Depressionssymptome bei ihren Angehörigen.

### Nachbetreuung
Manche Spitäler bieten zur Nachbetreuung eine Sprechstunde für ehemalige Patientinnen und Patienten der Intensivstation und ihre Angehörige an. Dies kann dabei helfen, offene Fragen zu klären und Erinnerungslücken zu schließen.
In der Literatur werden verschiedene spezifische Interventionen gegen PICS und PICS-F beschrieben. Die Resultate dazu sind jedoch kontrovers.

### Modellprojekt
An der Universität Tübingen wurde ein Projekt für Kinder mit angeborenen Herzfehlern (AHF), die operativ korrigiert werden müssen, ins Leben gerufen.
Das Projekt trägt den Namen NoPICS und wird vom Gemeinsamen Bundesausschuss finanziell gefördert.
Der Projektzeitraum ist von 1. Oktober 2023 bis 31. März 2027.